# Lago Gardno
Il lago Gardno è un lago della Polonia.